# La legge del più forte (singolo)
La legge del più forte è un singolo del rapper italiano Tedua, pubblicato il 17 novembre 2017 come primo estratto dal secondo album in studio Mowgli.

## Tracce
1. La legge del più forte – 3:07

## Classifiche
| Classifica (2017) | Posizione massima |
| ----------------- | ----------------- |
| Italia            | 4                 |